# Saxifraga portosanctana
Saxifraga portosanctana é uma espécie de planta com flor pertencente à família Saxifragaceae. 
A autoridade científica da espécie é Boiss., tendo sido publicada em Diagn. Ser. 2: 68. 1856.

## Portugal
Trata-se de uma espécie presente no território português, nomeadamente no Arquipélago da Madeira.
Em termos de naturalidade é endémica da região atrás referida.

## Protecção
Encontra-se protegida por legislação portuguesa ou da Comunidade Europeia, nomeadamente pelo Anexo IV da Directiva Habitats e pelo Anexo I da Convenção sobre a Vida Selvagem e os Habitats Naturais na Europa.